# Pine River, Minnesota
Pine River là một thành phố thuộc quận Hennepin, tiểu bang Minnesota, Hoa Kỳ. Năm 2010, dân số của thành phố này là 944 người.

## Dân số
- Dân số năm 2000: 928 người.
- Dân số năm 2010: 944 người.